# Dick Roche
Dick Roche, irl. Risteárd de Róiste (ur. 30 marca 1947 w Wexford) – irlandzki polityk, nauczyciel akademicki i urzędnik państwowy, Teachta Dála, senator i minister.

## Życiorys
Absolwent Wexford Christian Brothers School, prowadzonej przez Kongregację Braci w Chrystusie. Ukończył następnie studia z zakresu administracji publicznej na University College Dublin. Pracował jako urzędnik państwowy w różnych departamentach administracji rządowej, a także jako nauczyciel akademicki na macierzystej uczelni.
Zaangażował się w działalność polityczną w ramach Fianna Fáil. W 1985 po raz pierwszy został wybrany na radnego hrabstwa Wicklow. W 1987 został posłem do Dáil Éireann, mandat utrzymał w 1989, utracił go jednak w kolejnych wyborach w 1992. W tym samym roku powołany przez premiera w skład Seanad Éireann, a w 1993 wybrany do irlandzkiego senatu z ramienia panelu administracyjnego. W 1997 ponownie został Teachta Dála, z powodzeniem ubiegając się o reelekcję w 2002 i 2007. Mandat deputowanego utracił w 2011.
Od czerwca 2002 do września 2004 był ministrem stanu w biurze premiera, odpowiadając za sprawy europejskie i reprezentując irlandzki rząd w Konwencie Europejskim. We wrześniu 2004 objął urząd ministra ds. środowiska, dziedzictwa i władz lokalnych, który sprawował do czerwca 2007. Następnie ponownie został ministrem stanu do spraw europejskich, funkcję tę pełnił do marca 2011.